# Michelle Dusserre
Michelle Hollis Dusserre-Farrell (née le 26 décembre 1968 à Long Beach (Californie)) est une gymnaste artistique américaine.

## Biographie
Michelle Dusserre  remporte aux Jeux olympiques d'été de 1984 à Los Angeles la médaille d'argent du concours général par équipe. Elle participe aussi aux épreuves individuelles lors de ces Jeux, sans toutefois dépasser le stade des qualifications.

## Palmarès

### Jeux olympiques
- Los Angeles 1984
  -  médaille d'argent au concours général par équipes.